# Brünn (Turíngia)
Brünn é um município da Alemanha localizado no distrito de Hildburghausen, estado da Turíngia.
Auengrund é a Erfüllende Gemeinde (português: municipalidade representante ou executante) de Brünn.